# Cantone di Troyes-5
Il Cantone di Troyes-5 era una divisione amministrativa dell'Arrondissement di Troyes.
A seguito della riforma approvata con decreto del 21 febbraio 2014, che ha avuto attuazione dopo le elezioni dipartimentali del 2015, è stato soppresso.
Contestualmente è stato istituito un nuovo cantone con lo stesso nome, ma con differente delimitazione.

## Composizione
Comprendeva parte della città di Troyes.